# NGC 3504
NGC 3504 is een balkspiraalstelsel in het sterrenbeeld Kleine Leeuw. Het hemelobject ligt 85 miljoen lichtjaar van de Aarde verwijderd en werd op 11 april 1785 ontdekt door de Duits-Britse astronoom William Herschel.

## Synoniemen
- UGC 6118
- MCG 5-26-39
- ZWG 155.49
- KUG 1100+282
- IRAS 11004+2814
- PGC 33371